# جيريمي ميرشنت فورد
جيريمي ميرشنت فورد (بالإنجليزية: Jeremy Marchant Forde)‏ هو عالم سلوك الحيوان بريطاني، ولد في 1966 في Royal Air Force Station Akrotiri ‏ في المملكة المتحدة.